# Zbysław Ciołkosz
Zbysław Ciołkosz (ur. 23 marca 1902 w Krakowie, zm. 25 czerwca 1960 w Seattle) – polski konstruktor lotniczy.

## Życiorys
Urodził się w Krakowie, studia inżynierskie ukończył na Wydziale Mechanicznym Politechniki Lwowskiej. W 1926 rozpoczął pracę  w Podlaskiej Wytwórni Samolotów (PWS) w Białej Podlaskiej. Już w tym samym roku współuczestniczył pod kierunkiem Stanisława Cywińskiego w projektowaniu myśliwca eskortującego PWS-1, będącego jednym z pierwszych polskich projektów samolotów bojowych. W 1928 zaprojektował pierwszy polski samolot pasażerski PWS-20, który zwyciężył w konkursie Ministerstwa Komunikacji, lecz nie wszedł do produkcji. W 1929 we współpracy z Antonim Uszackim zaprojektował samolot sportowy PWS-52, w 1930 samolot rozpoznawczo-bombowy (liniowy) PWS-19, a w 1931 szybki samolot pasażerski PWS-54. Żadne z jego konstrukcji dla PWS nie weszły jednak do produkcji. Pod koniec lat dwudziestych Ciołkosz ukończył ponadto studia uzupełniające w zakresie konstrukcji lotniczych w USA. W Polsce zajmował się też popularyzacją sportu lotniczego, zwłaszcza szybownictwa.
W 1933 inż. Ciołkosz przeszedł do pracy w Państwowych Zakładach Lotniczych w Warszawie. Zaprojektował tam trzysilnikowy samolot pasażerski PZL.27, oblatany w 1934, będący pierwszym polskim samolotem z chowanym podwoziem. Nie był on jednak udany i nie wszedł do produkcji. Zaczął też tam pracować nad samolotem pasażerskim PZL-30, który następnie został rozwinięty jako średni bombowiec LWS-6 Żubr, którego małą serię 15 sztuk zbudowano w 1938. W 1936 inż. Ciołkosz objął stanowisko dyrektora technicznego w Lubelskiej Wytwórni Samolotów (LWS), utworzonej z upaństwowionych zakładów Plage i Laśkiewicz. Opracował tam projekty wstępne udanego samolotu sanitarnego LWS-2 oraz samolotu rozpoznawczego LWS-3 Mewa. W 1938 inż. Ciołkosz powrócił do PWS, gdzie objął stanowisko kierownika Wydziału Studiów. W 1939 opracował on projekt wstępny szybkiego lekkiego dwukadłubowego  bombowca o drewnianej konstrukcji skorupowej (PWS-46).
Podczas II wojny światowej przedostał się do Wielkiej Brytanii, gdzie m.in. pracował jako konstruktor w firmie Aero Mechano Ltd. W 1943 został dyrektorem Wydziału Lotniczego Ministerstwa Przemysłu, Handlu i Żeglugi w polskim rządzie emigracyjnym, planując rozwój polskiej produkcji lotniczej po zakończeniu wojny. Był też aktywny w  organizacjach lotniczych i konferencjach naukowo-technicznych.
Po wojnie pozostał na emigracji, pracując w angielskich, a od 1948 w amerykańskich firmach lotniczych. W USA pracował jako konstruktor w wytwórniach śmigłowców Piasecki Helicopter i Hiller Aircraft Corporation. Od 1959 pracował w kanadyjskim oddziale Boeinga. Zmarł 25 czerwca 1960 w Seattle. Był bratem działacza PPS, Adama Ciołkosza.

## Ordery i odznaczenia
- Srebrny Krzyż Zasługi (11 listopada 1936)[1]